# Figures chartistes
Les figures chartistes sont à la base de l'analyse technique. Elles sont utilisées afin d'anticiper l'évolution future des cours d'un actif financier (ou produit financier).
Les figures chartistes se détectent sur des graphiques de cours. La représentation graphique la plus utilisée est la représentation en chandeliers japonais. Chaque produit financier coté en bourse à sa propre représentation graphique. En reliant les différents sommets ou creux présents sur un graphique de cours, les analystes parviennent à détecter des figures chartistes. Chacune de ces figures chartistes a une signification bien précise quant à l'évolution future du cours anticipée. Chaque figure chartiste se distingue par ses objectifs de cours, ses statistiques de performance, et ses caractéristiques.

## Catégories de figures chartistes
Il existe trois catégories de figures chartistes :

### Figures chartistes de retournement
Les figures chartistes de retournement permettent d'anticiper un retournement de la tendance en cours.
1. Biseau ascendant/descendant : figure de retournement baissière/haussière formée par deux droites haussières/baissière convergentes.
2. Biseau d'élargissement ascendant/descendant : une figure de retournement baissière/haussière formée par deux droites haussières/baissière divergente.
3. Diamant de creux / Diamant de sommet : figure de retournement de tendance. Cette figure est formée par deux triangles symétriques juxtaposés (losange).
4. Double Bottom / Top : Le double bottom ou double creux est une figure haussière ayant la forme d’un W / Le double top ou double sommet est une figure baissière ayant la forme d’un M.
5. Elargissement ascendant a angle droit : figure de retournement baissière. La figure est formée par deux droites divergentes, le support étant une droite horizontale et la résistance une oblique haussière.
6. Elargissement descendant à angle droit : figure de retournement haussière. La figure est formée par deux droites divergentes, le support étant l'oblique baissière et la résistance une droite horizontale.
7. Elargissement symétrique de creux/sommet : figure de retournement haussière/baissière. La figure est formée par deux droites symétriques qui par l’horizontale sont divergentes.
8. Tête et épaules, Epaule-tête-épaule (ETE) / Epaule-tête-épaule inversé (ETE inversée) : figure de retournement de tendance. La figure est formée par trois sommets/creux qui vont se succéder. Le deuxième sommet/creux est plus haut/bas que le premier ou de troisième.
9. Triple Bottom / Top : est une figure haussière ayant la forme d’un WV / est une figure baissière ayant la forme d’un MN.

### Figures chartistes de continuation
Les figures chartistes de continuation permettent d'anticiper une poursuite de la tendance en cours.
1. Canal haussier / baissier : figure de continuation de tendance. Le canal haussier/baissier est formé de deux droites parallèles haussières/baissière qui encadrent l’évolution du cours.
2. Drapeau ascendant / descendant : est une figure de continuation. Le drapeau est formé par deux droites haussières/baissière parallèles qui forment un rectangle.
3. Fanion : est une figure de continuation. Le sens de sortie du fanion dépend donc du mouvement qui l’a précédé.
4. Rounding Bottom / Top : est un creux en forme de U/n.
5. Tasse avec anse : est formée par deux creux arrondis, le premier étant plus profond et plus large que le second.
6. Triangle ascendant / descendant : est une figure de continuation haussière/baissière. La figure est formée par deux droites convergentes.
7. Triangle symétrique : est formée par deux droites de tendance symétrique par rapport à l’horizontale et convergentes.

### Figures chartistes de neutres
Les figures chartistes neutres ne permettent pas d'anticiper l'évolution future du cours dans un sens précis tant que le cours n'est pas sorti de sa figure.
1. Canal horizontal : est une figure qui marque l'indécision des investisseurs. Le canal horizontal est formé de deux droites parallèles horizontales qui encadrent l’évolution du cours.
2. V Bottom / V top : est un creux en forme de V comme son nom l’indique / est un sommet en forme de V inversé.

## Détection des figures chartistes
La détection de figures chartistes sur les graphiques est généralement manuelle. Les analystes graphiques tracent différentes lignes en fonction des plus hauts/bas formés par le cours, puis déterminent leurs figures chartistes.
La détection de figures chartistes est cependant de plus en plus automatisée. Certains logiciels, tel que AutoChartist, détectent automatiquement la formation de nouvelles figures chartistes.
Les investisseurs peuvent également se tourner vers l'analyse technique sociale pour trouver des figures chartistes sur les graphiques de cours des produits qu'il traitent.